# 二階堂紅丸
二階堂紅丸（Benimaru Nikaido）是格鬥遊戲《拳皇》系列登場角色。配音員是前塚厚志（现在以MONSTER（怪物）前塚名義）。

## 概要
- 生於一個富裕家庭的日美混血兒。小時候受到母親的紳士式教育，對女性特別有禮貌而很討得女性歡心。
- 由於家庭非常富裕因而不需特別去工作，除了參加格鬥賽外其餘時間則兼任模特兒。
- 15歲開始參加格鬥比賽，從而証明自己的實力，並在眾多比賽中得到冠軍。
- 藉以一身奇異打扮和髮型引人注目，鍾愛華麗的舞台形象。
- 1993年參加「全日本異動格鬥大賽」被草薙京打敗。紅丸佩服草薙京的實力，二人惺惺相惜，翌年二人聯同大門五郎組成日本隊參加拳皇大賽。
- 與隸屬於霖谷機關的特務-賽斯為舊識。也曾在2000年時組隊參加。
- 自此一直都希望再挑戰草薙京。及後草薙京於KOF97後下落不明，紅丸為找尋草薙京而繼續參加拳皇大賽(跟真吾一起)，直到KOF2001再與草薙京組隊參賽。
- 雖然很懂得討女性歡心，但對XI'登場的伊莉莎白完全沒用，因而曾引起紅丸的興趣，另外在XIV'中紅丸被異世界隊的戀心認為是個輕浮的男性，甚至直言在她所在的世界很難生存下去，讓一向對女性和顏悅色的紅丸也難得動氣了。
- 與XI'組隊的墮瓏(03年為主角隊的一員)，兩人在賽前是如何認識的原因不明(但紅丸與墮瓏妹妹笑龍的武術師父-麟一起組隊參加過KOF2000，同時在賽後也和墮瓏的父親-龍有過爭執。)
- 'XIII後回歸於日本隊，和大門在賽後對京與庵的對決以平常心看待，XIV'則告知京關於KOF初代冠軍之事，並和京與大門再次組隊參賽。
- XV'因受京的委託加上大門因柔道事務確定缺席的情況下，前往機場接待唐老師的兩名弟子-瞬影和明天君並一同組隊參加大賽。
- 必殺技是以操控雷電去攻擊，超必殺技以雷光拳最為著名。